# ميكو سارينن
ميكو سارينن (بالفنلندية: Mikko Saarinen)‏ (مواليد 4 أبريل 1946) هو ملاكم فنلندي، مثّل بلاده في الألعاب الأولمبية الصيفية 1972.

## روابط خارجية
ميكو سارينن على موقع بوكس ريك (الإنجليزية) (registration required)
- ميكو سارينن على موقع أوليمبيديا (الإنجليزية)